# Rhodium(III)-oxid
Rhodium(III)-oxid ist eine anorganische chemische Verbindung des Rhodiums aus der Gruppe der Oxide.

## Gewinnung und Darstellung
Rhodium(III)-oxid kann durch Reaktion von wasserfreien Rhodium(III)-salzen wie Rhodium(III)-chlorid mit Sauerstoff bei 750–800 °C gewonnen werden. Es kann auch direkt aus den Elementen gewonnen werden. Das Rhodium(III)-oxidhydrat kann durch Fällung einer wässriger Natriumhexachlororhodat- oder Kaliumhexachlororhodat-Lösung mit Natrium- oder Kaliumhydroxid-Lösung gewonnen werden.

## Eigenschaften
Rhodium(III)-oxid ist ein paramagnetischer schwarzgrauer geruchloser Feststoff, der weder in Wasser noch in Säuren löslich ist. Er hat eine Kristallstruktur isotyp zu der von Aluminium(III)-oxid (Korund) mit der Raumgruppe R3c (Raumgruppen-Nr. 167) und den Gitterparametern a = 547 pm und α = 55°40'. Bei 750 °C geht diese in eine orthorhombische Form über. Sein Pentahydrat (Rhodiumoxidhydrat) ist ein blassgelbes Pulver, das in Wasser unlöslich und in Säuren löslich ist. Durch Umsetzung mit Salpetersäure gelangt man zu Rhodium(III)-nitrat.